# Andrea Battistoni
Andrea Battistoni (* 2. Juli 1987 in Verona) ist ein italienischer Dirigent, Komponist und Cellist.

## Biografie
Andrea Battistoni studierte zunächst Cello in Verona und schloss dies 2006 ab. Seit 2004 besuchte er auch Kurse in Dirigat und Komposition. 2008 stand er erstmals am Pult eines Opernhauses und leitete eine Aufführung von La Bohème am Theater Basel. 2012 dirigierte er an der Mailänder Scala und war als 24-Jähriger der jüngste Dirigent, der bis dahin an diesem Haus gewirkt hatte. Zahlreiche Engagements führten ihn seither an Opernhäuser von internationalem Rang, darunter die Bayerische Staatsoper, die Deutsche Oper Berlin, das Mariinski-Theater in St. Petersburg, den Palau de les arts in Valencia, die Königliche Oper Stockholm, das National Center of Performing Arts Bejing, das Sydney Opera House, das Teatro San Carlo in Neapel und das Teatro La Fenice in Venedig. Mehrmals leitete er auch Aufführungen in der Arena seiner Heimatstadt Verona.
Am Teatro Carlo Felice in Genua war er von 2014 bis 2016 Erster Gastdirigent und von 2017 bis 2019 Chefdirigent. Seit 2016 bekleidet er diese Position beim Tokyo Philharmonic Orchestra, mit dem er schon zahlreiche symphonische Werke und Opern aufführte. Als Komponist brachte er Orchesterwerke wie die Tondichtung Il diavolo innamorato und die Rhapsodie Élan vital, außerdem Arbeiten für Musiktheater und Kammermusik zur Aufführung.

## Diskografie

### DVD
- Gioachino Rossini: Der Barbier von Sevilla. Teatro Regio di Parma, Andrea Battistoni. Arthaus Musik, 2012
- Tutto Verdi Vol.8: Attila.  Teatro Regio Di Parma, Andrea Battistoni. CMajor, 2012
- Tutto Verdi Vol.15: Stiffelio. Teatro Regio Di Parma, Andrea Battistoni. CMajor, 2013
- Tutto Verdi Vol.26: Falstaff. Teatro Regio Di Parma, Andrea Battistoni. CMajor, 2013
- Vindenzo bellini: Norma. Teatro Carlo Felice, Genua, Andrea Battistoni. Bongiovanni, 2019

### CD
- Giacomo Puccini: Turandot. Tokyo Philharmonic Orchestra, Andrea Battistoni. Denon 2015
- Ludwig van Beethoven: Symphonie Nr.9. Tokyo Philharmonic Orchestra, Andrea Battistoni. Denon 2016
- Peter Iljitsch Tschaikowsky: Symphonie Nr.5. Orchestra Sinfonica Nazionale della RAI, Andrea Battistoni. Denon, 2017
- Ermonela Jaho – Anima Rara (Verismo-Arien). Ermonela Jaho, Sopran, Orquestra de la Comunitat Valenciana, Andrea Battistoni. Opera Rara, 2020
- Antonín Dvořák: Symphonie Nr. 9 e.moll; Akira Ifukube: Sinfonia Tapkaara, Symphonische Fantasie aus Godzilla. Tokyo Philharmonic Orchestra, Andrea Battistoni. MDG, 2020
- Hector Berlioz: Symphonie phantastique; Toshiro Mayuzumi: Bugako-Ballettmusik. Tokyo Philharmonic Orchestra, Andrea Battistoni. MDG, 2021
- Igor Stravinsky: Le Sacre du Printemps; Leonard Bernstein: Symphonic Dances from West Side Story. Tokyo Philharmonic Orchestra, Andrea Battistoni. Nippon Columbia 2017 / MDG/Denon, 2021